# حمیری (قشم)
حمیری، روستایی در دهستان حومه بخش مرکزی شهرستان قشم در استان هرمزگان ایران است.

## تأسیس دهیاری
دهیاری این روستا با نام دهیاری حمیری به شناسه ملی ۱۴۰۱۱۴۱۱۸۱۰ و شماره مجوز ۱۸۱۳۵ در تاریخ ۱۴۰۱/۰۴/۰۲ تأسیس و مجتبی نوزرنژاد به عنوان اولین دهیار این روستا منصوب شد.

## جمعیت
بر پایه سرشماری عمومی نفوس و مسکن در سال ۱۳۹۵، جمعیت این روستا برابر با ۹۳ نفر (۲۵ خانوار) بوده است.